# Tarte au sucre
La tarte au sucre est une pâtisserie sucrée fort répandue dans le monde occidental. Ce dessert est typique du Nord de la France et de la Belgique, ainsi que du Québec.

## Description
Dans le Nord de la France et en Belgique, il s'agit d'une tarte pouvant prendre différentes formes, généralement en pâte levée garnie de sucre de betterave ou de cassonade, nom local de la vergeoise, ainsi que de beurre ou de crème et parfois d'œufs.
Au Québec, il s'agit d'une tarte de pâte brisée dont la garniture est faite de beurre ou de crème fraîche et de sucre, ce dernier étant parfois remplacé ou accompagné par du sirop d'érable. Le sucre utilisé peut être blanc ou brun, de canne ou de betterave, le sucre brun de betterave nommé cassonade, qu'en France on nomme vergeoise, étant le plus souvent choisi[réf. nécessaire]. Lors de la préparation, ces ingrédients se combinent en un mélange homogène qui ressemble à du caramel.